# 부산 옥련선원 마애지장보살좌상
마애지장보살좌상(磨崖地藏菩薩坐像)은 부산광역시 수영구에 있는 조선시대의 마애지장보살좌상이다. 2001년 5월 16일 부산광역시의 문화재자료 제7호로 지정되었다.

## 개요
옥련선원 내 삼성각(三聖閣) 뒷산에는 예로부터 인근 주민의 신앙대상으로 전해 오는 관덕암(觀德巖)이라는 바위군이 있는데, 이 바위군에서 벼락 때문에 떨어져 나온 바위면에 보살좌상 1구가 새겨져 있다. 보살좌상이 새겨진 바위는 거대한 바위 둘이 맞붙어 있었던 것인데 벼락을 맞아 깨어지면서 거꾸로 박혀있기 때문에 보살좌상은 아래위가 거꾸로 되어 있다.
얕게 조각되었던 보살좌상은 근래에는 붉고 푸른 페인트가 칠해졌던 모습이 뚜렷한데, 바위가 떨어지면서
깨어졌는지 이후에 인위적으로 훼손을 했는지는 알 수 없으나 거의 대부분 훼손되어 윤곽만 남아 있으나, 다행히 선각된 두광(頭光)과 신광(身光)은 남아 있어 성격 파악에 단서를 제공하고 있다.
이 보살좌상은 상호(相好, 부처나 보살의 얼굴부분)와 머리 부분을 음각으로 표현하였는데, 머리 위에는 육계의 흔적이 전혀 보이지 않고 이마 윗 부분에 두건대(頭巾帶)가 뚜렷하여 머리에 두건을 쓰고 있음이 분명한 점으로 보아 지장보살상으로 보여진다.
또한 상호와 머리 부분을 음각으로 표현한 이외에는 두광·신광과 동체의 각부, 연화좌 등 모든 부분을 양각으로 표현은 하였으나, 그 조각이 얕아서 암각화와도 같은 인상을 준다는 점에서 불화의 맥락에서 고찰해야 할 필요가 있는데, 광배의 처리를 볼 때 조선후기인 17∼18세기에 조성된 불화 광배에서 이 보살좌상의 광배에서 볼 수 있는 방사선 무늬의 표현을 볼 수 있어 이 마애지장보살좌상이 조선후기인 17∼18세기에 조성된 것으로 추정하게 한다.
옥련선원이 위치한 백산은 경상좌수영이 있었고, 백산의 정상부에 첨이대가 있는 등 남해를 지키는 군사적 요충지일 뿐 아니라 임진왜란을 겪으면서 사명대사와도 관련이 깊은 곳이라는 역사적 배경을 가지고 있어 옥련선원이 「마애지장보살좌상」은 해난구제와 수군의 귀의불(歸依彿)로서 역사적 의의가 깊다고 하겠다. 아울러 부산지역에서는 흔히 볼 수 없는 마애불인 동시에 상호와 머리 부분을 음각으로 표현하고 다른 부분은 양각으로 표현하고 있는 점 등은 조선시대 뿐 아니라 우리나라 조각사 연구에 귀중한 자료라는 점에서 문화재적 가치가 크게 평가된다고 하겠다.

## 같이 보기
- 옥련선원

## 참고 자료
- 마애지장보살좌상 - 국가유산청 국가유산포털